# Natal'ja Ivanova (taekwondoka)
Natal'ja Nikolaevna Ivanova (in russo Наталья Николаевна Иванова?; Usol'e-Sibirskoe, 1º settembre 1971) è un'ex taekwondoka russa, vincitrice di una medaglia d'argento ai Giochi olimpici di Sydney 2000.

## Palmarès
| Anno | Manifestazione  | Sede      | Evento | Risultato | Note |
| ---- | --------------- | --------- | ------ | --------- | ---- |
| 1996 | Europei         | Helsinki  | +70 kg | Oro       |      |
| 1997 | Mondiali        | Hong Kong | +70 kg | Argento   |      |
| 1998 | Europei         | Eindhoven | -72 kg | Oro       |      |
| 2000 | Giochi olimpici | Sydney    | +67 kg | Argento   |      |
| 2002 | Europei         | Samsun    | -72 kg | Oro       |      |